# Patricia Krenwinkel
Patricia Dianne Krenwinkel (Los Angeles, 3 de dezembro de 1947) é uma homicida condenada norte-americana, ex-membro da comunidade de assassinos de Charles Manson, conhecida como  a Família Manson. Cumpre pena de prisão perpétua pela participação nos assassinatos Tate-LaBianca, que tiraram a vida da atriz Sharon Tate e mais seis pessoas em 1969.
Totalmente devotada a Manson, Patrícia, mais conhecida na comunidade como ‘Katie’, foi participante ativa dos assassinatos ocorridos na madrugada de 9 de agosto de 1969 em Cielo Drive, 10050, residência de Sharon Tate e do diretor Roman Polanski, em Bel Air, Los Angeles e na noite seguinte na residência do casal Rosemary e Leno LaBianca, nos subúrbios da cidade.

## Os assassinatos
Após a invasão da casa dos Polanski pelo grupo de seguidores de Manson, formado por Charles “Tex” Watson, Susan Atkins, Linda Kasabian e ela própria, Krenwinkel matou com dezenas de facadas a socialite Abigail Folger, amiga do casal Polanski, ajudada por Watson. Durante seu julgamento, depondo sobre o ocorrido, apenas disse: "Eu a esfaqueei e continuei esfaqueando sem parar". Perguntada pela promotoria o que sentiu na hora, respondeu: "Nada, aquilo estava apenas acontecendo e estava tudo certo".
Na noite seguinte, ainda sob as ordens de Manson, que achava que os primeiros assassinatos não haviam sido feitos com a crueldade que ele desejava (cinco pessoas mortas a tiros, esfaqueadas centenas de vezes e enforcadas, sendo que Tate estava grávida de oito meses), Krenwinkel, Watson, Atkins, Steve Grogan, Leslie Van Houten e Linda Kasabian (Kasabian fora apenas testemunha ocular dos assassinatos no massacre de Cielo Drive) foram reunidos por Manson, com o propósito de invadir outra casa em Los Angeles, no bairro de Los Feliz, pertencente ao casal de pequenos empresários Rosemary e Leno LaBianca.
Manson e Watson entraram na casa, que tinha as portas destrancadas, e com uma arma renderam o homem que dormia na sala. Watson o amarrou com uma tira de couro. Já a mulher foi levada rapidamente da sala para o quarto e Watson seguiu a orientação de Manson de cobrir a cabeça dos dois. Manson então saiu da casa e partiu com Steve Grogan e Susan Atkins no carro dirigido por Linda Kasabian, mas antes mandou que Krenwinkel e Van Houten entrassem na casa para auxiliar Watson durante a execução do casal. As duas moças seguiram para o quarto onde estava Rosemary, enquanto Tex Watson, portando uma baioneta, começou a esfaquear Leno LaBianca, dando a primeira facada direto na garganta do homem.
Sons de uma briga levaram Watson até o quarto. Ao ver Rosemary lutando para manter as duas meninas afastadas, Watson subjugou-a uma série da facadas. Logo em seguida, voltou para a sala e continuou a esfaquear Leno com a baioneta; Leno levou um total de 12 facadas. Depois de matá-lo, Watson escreveu "war" (guerra) no peito nu do homem com a baioneta. Voltando ao quarto, ele viu Krenwinkel esfaqueando Rosemary com uma faca apanhada na cozinha da casa. Seguindo as instruções de Manson de fazer com que cada uma das moças participasse da ação, Watson ordenou que Van Houten também esfaqueasse Rosemary, o que ela terminou por fazer, ao deferir cerca de 16 facadas nas costas e nas nádegas da mulher, que já não apresentava sinais de vida - em seu julgamento, Van Houten clamaria que Rosemary LaBianca já estava morta quando a esfaqueou. A perícia confirmou que, de fato, muitas das 41 facadas levadas pela mulher foram dadas post mortem.

## Prisão e julgamento

patricia krenwinkel no centro

Presa em Mobile, Alabama, em 1 de dezembro de 1969, na casa de sua tia, para onde tinha sido mandada ficar escondida por Manson até que ele a chamasse de volta - o que nunca ocorreu, pois ele foi preso em outubro – Patrícia Krenwinkel foi indiciada por conspiração, formação de quadrilha e assassinato em primeiro grau pela justiça da Califórnia. Durante três meses ela lutou contra a extradição do Alabama, sob o argumento de que Manson queria matá-la, entregando-se, entretanto, voluntariamente, em fevereiro de 1970.
Foi julgada junto com Charles Manson, Susan Atkins, Tex Watson e Leslie van Houlen pelo assassinato de Sharon Tate, Jay Sebring, Abigail Folger, Steven Parent, Wojciech Frykowski, Rosemary LaBianca e Leno LaBianca  e condenada à morte em 29 de março de 1971. Perguntada em juízo sobre o que sentia enquanto esfaqueava os LaBianca, respondeu que a única coisa que vinha a sua mente era: “Agora eles não vão mais poder mandar seus filhos para a guerra (do Vietnã)”.
Transferida para o corredor da morte da prisão do California Institution for Women, em Corona, teve, assim como os outros assassinos, sua pena comutada pela justiça da Califórnia no início de 1972, enquanto aguardada a execução, que passou a considerar a pena de morte ilegal no estado, retroativo a todos os presos já sentenciados.
Desde então, cumpre a pena de prisão perpétua a que foi condenada, vendo negados por treze vezes os seus pedidos de liberdade condicional, previstos por lei aos condenados à prisão perpétua depois de determinado número de anos presos.
Na prisão, depois de passar a renegar totalmente Manson e sua antiga ‘família’ com o correr dos anos, tem se dedicado a ajudar presos analfabetos a ler e participa de programas de assistência a alcoólatras e drogados.
Numa entrevista ao programa da jornalista Diane Sawyer, em 1994, ela afirmou: “Eu acordo todo os dias sabendo que eu sou uma destruidora do bem mais precioso que existe, que é a vida.. E isto acontece porque eu o mereço, acordar todos os dias sabendo disso”.  Entretanto, durante uma audiência com vistas a uma possível liberdade condicional em 2004, ao ser perguntada sobre quem seria a pessoa que ela achava que mais teria ferido ou causado dano, respondeu: Eu mesma. Teve negado o benefício por conclusão da banca examinadora de que "Patrícia Krenwinkel ainda representa um risco inaceitável para a segurança pública".
Após a concessão de liberdade condicional em 11 de julho de 2023, a outra integrante da seita Leslie Van Houten , Krenwinkel se tornou sozinha a mais antiga presa do sistema carcerário da Califórnia. 

## Ligação externa
- «The Story of Manson Family and their Victims» (em inglês)